# Mistyfikacja (film 1991)
Mistyfikacja (tytuł oryg. Cover-Up) – powstały niezależnie film akcji klasy „B” z 1991 roku.

## Obsada
- Dolph Lundgren – Mike Anderson
- Louis Gossett Jr. – Lou Jackson
- John Finn – Jeff Cooper

i inni